# Hey Emacs
"Hey Emacs" è una direttiva che viene posta all'inizio o alla fine ad un file di testo per indicare ad Emacs o XEmacs quale modalità usare modificando quel file.
La linea "hey emacs" da usare all'inizio del file è nella forma 
```
testo arbitrario
 -*- 
modalità
 -*- 
testo arbitrario
```

Spesso la linea è formata dalle parole "Hey, Emacs! This is a" e finisce con la parola "file" (cioè "Hey, Emacs! Questo è un file <tipo di file>). Per esempio, un programmatore C++ potrebbe usare la seguente linea "hey emacs" (la doppia barra segna l'inizio del commento in C++):
```
 
// Hey Emacs, this is a -*- c++ -*- file!

```

Le parole "Hey Emacs," non hanno alcuna particolare importanza, servono solamente a spiegare lo scopo della linea agli utenti che non usano Emacs. Solo il testo tra le sequenze -*- viene interpretato dall'editor.
La forma da usare al termine del file invece è
```
prefisso
 Hey Emacs

prefisso
 ;; Local Variables: **

prefisso
 ;; mode:
modalità
 **

prefisso
 ;; End: **
```

dove prefisso è identico per tutte le linee e generalmente corrisponde alla sequenza di caratteri che indica l'inizio di un commento di riga nel linguaggio usato. Ad esempio:
```
// Hey Emacs

// ;; Local Variables: **

// ;; mode: c++ **

// ;; End: **

```

Questa direttiva può essere utile in un header C++ con estensione .h, infatti senza la linea "hey emacs" l'editor attiverebbe automaticamente la modalità C.